# Río Romen
El río Romen (en ruso y en ucraniano: Ромен) es un corto río de Ucrania, un afluente por la derecha del río Sula, que es a su vez tributario del río Dniéper. Tiene una longitud de 111 km y una cuenca hidrográfica de 1.645 km². 
Comienza en el norte de Ucrania, en el óblast de Chernígov, y desemboca en el Sula cerca de la ciudad de Romny (óblast de Sumy. El caudal en el delta alcanza los 3 m³/s.
El nombre es de origen báltico; cf. lituano romus 'tranquilo.'